# Eriogonum aliquantum
Eriogonum aliquantum är en slideväxtart som beskrevs av J.L. Reveal. Eriogonum aliquantum ingår i släktet Eriogonum och familjen slideväxter. Inga underarter finns listade i Catalogue of Life.